# Sân bay quốc tế Jacksonville
Sân bay quốc tế Jacksonville (mã sân bay IATA: JAX, mã sân bay ICAO: KJAX, mã sân bay FAA LID: JAX) là một sân bay hỗn hợp dân dụng và quân sự công cộng chung nằm 13 dặm (21 km) về phía bắc của trung tâm thành phố Jacksonville, một thành phố ở quận Duval, tiểu bang Florida. Sân bay này thuộc sở hữu và điều hành bởi Cơ quan Hàng không Jacksonville.
Việc xây dựng sân bay bắt đầu vào năm 1965. Sân bay quốc tế Jacksonville được đưa vào sử dụng vào ngày 01 tháng 9 năm 1968, thay thế cho sân bay Imeson. Sân bay Imeson phải được thay thế bởi vì sự ra đời của máy bay phản lực thương mại du lịch yêu cầu đường băng dài hơn. Địa hình tại sân bay Imeson khó kéo dài đường băng được. Một ý tưởng mới đã được thử nghiệm trong việc xây dựng các sân bay quốc tế Jacksonville đã được tách rời và đến hành khách trên các cạnh khác nhau của nhà ga. 